# 東皋琴譜
《東皋琴谱》，古琴谱。18世紀中後期日本明和八年東皋心越传谱。

## 琴谱考究
版本为日本刻本，不分卷，铃木龙选编，谱前有明和辛卯年铃木氏自序，序中说到：“宽文中有归化僧東皋禅师心越再传弟子新豐禅师傅。”按東皋禅师，是明末和尚，浙江人，即蒋興畴，因遊日本傳佛教，死在日本，故日本称他为归化僧，全书共十五曲，俱不分段，都有旁詞。